# The Lemonheads
The Lemonheads es una banda de rock alternativo estadounidense formada en Boston en 1986. Su líder y único miembro permanente es el cantante y guitarrista Evan Dando. En 1997 la banda dejó de tocar, hasta que, en 2005, Evan decidió retomar el proyecto. Su último trabajo es el álbum "If Only you Were dead" de 2014

## Historia

### Primeros años
The Lemonheads fue originalmente formado por Evan Dando y Ben Deily, ambos cantantes y guitarristas, junto al bajista Jesse Peretz, alrededor de 1986 y durante sus años de estudiantes de secundaria en la Commonwealth School de Boston (Massachusetts, EE. UU.). Durante esta etapa jugaron con elementos del punk, y se hacían llamar The Whelps, hasta que adoptaron el nombre Lemonheads, un caramelo de la marca Ferrara «dulce por dentro y agrio por fuera», en palabras de Evan Dando.
Dando se inscribió en la universidad de Skidmore, pero no podía tener buenas calificaciones así que la dejó y siguió su carrera como músico. Habiendo firmado con "Taang! Records", The Lemonheads lanzaron "Hate Your Friends", "Creator" y "Lick". Luego, Ben Deily abandona la banda.
Dando, entonces, llamó a David Ryan para que tocara la batería y firmó con una marca más conocida, "Atlantic Records", que fue la que produjo su cuarto álbum, "Lovey", en 1990; mezclando Punk, Rock, Country, y Metal.
Este álbum no tuvo muchas ventas (se vendieron cerca de 30.000 copias).

## Durante 1992 y 1996
Dando olvidó todos sus fracasos y voló a Australia para escribir algunas canciones con NIC Dalton y Tom Morgan. Estas canciones fueron la base para el álbum " It's a Shame About Ray". La versión de la canción Mrs. Robinson (de Paul Simon) le dio a Lemonheads mucha más fama de la que tenían. 
Aparte este cover fue usado para formar parte de la banda sonora de la famosa película "El mundo Según Wayne 2" y "El Lobo De Wall Street" en el 2013.
Durante 1992-1993, la cara de Dando ya estaba en las tapas de las más famosas revistas.
La banda se renombró oficialmente de “Lemonheads” a “The Lemonheads” antes del lanzamiento del esperado LP " Come on Feel the Lemonheads". Un gran salto de la banda fue cuando lanzaron el álbum "Come on Feel the Lemonheads", en 1993. El álbum fue un gran éxito, con temas como "Style", "The Jello Fund" y el gran hit "Into Your Arms".
Entrando en 1994, The Lemonhead se fue de gira; y en algunas de sus presentaciones aparecieron como artistas invitados sus amigos de Oasis.
Luego, vinieron problemas para The Lemonheads, ya que en una entrevista Dando adimitió que estaba teniendo problemas con la droga.
En 1996, Dando y los reformados Lemonheads, junto con algunos viejos amigos, Juan Strohm y Murph (ex-Dinosaur Jr) producen un nuevo álbum "Car Button Cloth".
Mientras graban algunos temas en guitarra como "If I Could Talk I'd Tell You", "Break Me" y "Losing Your Mind".

## 1998-2004
Nuevamente, a través de "Atlantic Records", lanzan el álbum The Best of the Lemonheads: The Atlantic Years que solo sirve para incrementar aún más los rumores de una posible separación.
Durante 1998 y 2004, Evan Dando hizo viajes como solista, interpretando las canciones de la banda, pero nunca habló de una posible reunión.
Durante este tiempo Evan lanzó un álbum grabado en vivo en el teatro de Brattle en el 2001, y un álbum a solas en el 2003, titulado "Baby I'm Bored". Después del lanzamiento del álbum él realizó sus nuevas canciones en distintas partes del mundo...

## Cercanos 2005-2007

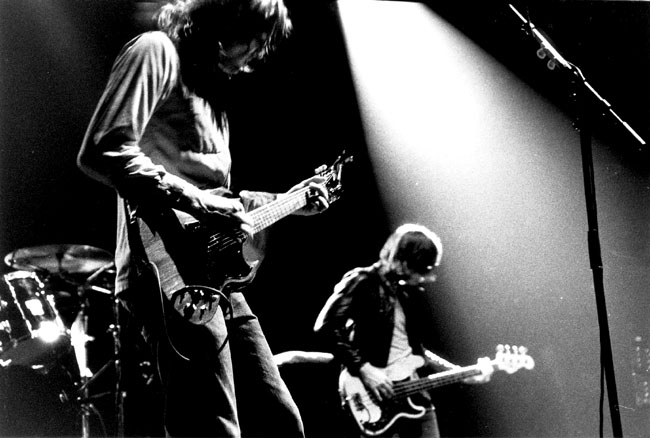
The Lemonheads durante una actuación en Londres, en septiembre de 2005.

Después de una ausencia de nueve años, Dando anunció en el verano de 2005 que la banda se había reformado y estaba grabando con otros músicos: Bill Stevenson y Karl Alvarez, miembros de The Descendents que editaron el álbum The Lemonheads (2006). 
Para promover el álbum Dando viajó a Europa y EE. UU. a finales del 2006 con una banda que consistía en Vess Ruhtenberg (bajo) y Devon Ashley (tambores) de The Pieces. La misma formación está en viaje otra vez en el 2007.
Recientemente, la nueva formación se renovó, con la integración de: Bill Stevenson, Chris Brokaw (de la banda Come), y George Berz (dinosaurio Jr) en batería, mientras que Juliana Hatfield y Josh Lattanzi (conocidos principalmente para su trabajo con Ben Kweller) han realizado algunas actuaciones en bajo.
Mientras que The Lemonheads sigue adelante, su cofundador Ben Deily se graduó en la universidad de Harvard. Él trabaja actualmente como asociado de director creativo en la industria de la publicidad. Mientras que su actual banda de Punk Progresivo, Varsity Drag, terminó recientemente una gira por 25 ciudades del continente europeo.
Según una conferencia de prensa que hizo el 7 de septiembre, Dando dice que actualmente está escribiendo y componiendo las canciones para un álbum nuevo que se lanzará el año próximo.

## Discografía

### Álbumes
- Hate Your Friends - 1987
- Creator - 1988
- Create Your Friends (compilación 2 primeros álbumes) - 1989
- Lick - 1989
- Lovey - 1990
- It's a Shame About Ray - 1992 (POP #68, UK #33)
- Come on Feel the Lemonheads - 1993 (POP #56, UK #5)
- Car Button Cloth - 1996 (POP #130, UK #28)
- The Best of the Lemonheads: The Atlantic Years (compilación)- 1998
- The Lemonheads - 2006 (UK #56)
- It's a Shame About Ray : Collectors Edition - 2008
- Varshons - 2009 (álbum de versiones)
- Laughing All The Way To The Cleaners/The Best Of...(2CD) - 2012
- Hotel Sessions - 2012
- If Only you Were dead - 2014
- Varshons II - 2019 (álbum de versiones)
- Love Chant - 2025

### Sencillos
- Luka / Strange / Mad - 1989
- Half The Time - 1990
- Gonna Get Along Without Ya Now / Half The Time - 1991
- It's a Shame About Ray / Shaky Ground - 1992 (MOD #5; UK #70)
- Mrs Robinson / Being Around - 1992 (POP #132, MOD #8; UK #19)
- Confetti / My Drug Buddy - 1993 (UK #44)
- It's a Shame About Ray / Alison's Starting To Happen / Stove / Different Drum - 1993 (MOD #5; UK #31)
- Into Your Arms / Miss Otis Regrets - 1993 (POP #67, MOD #1; UK #14)
- It's About Time / Ric James Acoustic Style - 1993 (UK #57)
- Great Big No - 1993 (MOD #15)
- Big Gay Heart / Deep Bottom Cove - 1994 (UK #55)
- If I Could Talk I'd Tell You / I Don't Want To Go Home / How Will I Know (acústico)- 1996 (UK #39)
- It's All True / Fade To Black / Live Forever - 1996 (UK #61)
- The Outdoor Type / Pin Yr Heart / Losing Your Mind (en vivo) - 1997 (UK #103)
- Balancing Act / Galveston - 1997 (UK #114)
- Become The Enemy / Black Gown - 2006 (UK #101)